# Geotagging
GeoTagging (alt. geocoding, geokodning og geomærkning) er en teknik, hvormed man knytter et bestemt medie til et sted.

## GeoTag teknikker
Grundlæggende for GeoTagging (GT) kræves en position. Positionen vil oftest basere sig på det globale positionerings system (GPS-systemet), hvor jorden er delt op i et koordinatsystem, gående fra 180° vest til 180° øst langs ækvator og 90° nord til 90° syd langs nul-meridianen, som går fra nordpolen til sydpolen.

### GPS-formater
Det mest gængse GPS-format er N/S <grader>° <minutter>.<decimaler>>′ og E/W <grader>° <minutter>.<decimaler>>′, hvor N er nord, S er syd, E er øst og W er vest. For den vandrende klit Råbjerg Miles position vil derfor se sådan ud:

N 57° 38.9471′ og E 010° 24.4465′
Selv om dette format er det mest gængse, anvendes også andre; f.eks. med grader og decimaler (+57.64911° og +010.40744° – her er nord og øst positive, mens syd og vest er negative) eller grader, minutter og sekunder (N 57° 38′ 56,83″ og E 010° 24′ 26,79″) og nogle gange anvendes Ø i stedet for E, V i stedet for W, ligesom de også kan skrives bagved).

## Anvendelser af GeoTagging

### Wikipedia
På Wikipedia har man også mulighed for at GT'e artikler. Det gøres med en skabelon fra Kategori:Koordinatskabeloner. I øverste højre hjørne vil så fremkomme koordinaterne, som er et link til en side på Wikimedias Toolserver, hvor man igen kan klikke videre til kort-steder på internettet:
For Råbjerg Mile ser den indsatte skabelon således ud:
```
{{coor title dms|57|38|56.83|N|10|24|26.79|E|type:landmark_region:DK}}
```

Du kan læse mere om GT af artikler på den danske Wikipedia på Wikipedia:Geografisk_koordinatsystem. Alle artiklerne er samlet i kategorien Geomærkede artikler og er visualiseret (med en vis forsinkelse) på findvej.dk.

### JPEG-billeder
Ved JPEG-billeder bliver GT-informationerne typisk indlejret i metadataene (de såkaldte EXIF-data). Disse data kan ikke ses i selve billedet, men kan læses og skrives med særlige programmer.
Formatet grader med decimaler og udlæser man GPS-data'ene med f.eks. gratisprogrammet ExifTool ser de således ud:
```
GPS Latitude                    : 57 deg 38' 56.83" N

GPS Longitude                   : 10 deg 24' 26.79" W

GPS Position                    : 57 deg 38' 56.83" N, 10 deg 24' 26.79" W
```

Mens de mere ufortolkede EXIF-data ser således ud:
```
GPSLatitude                    : 57.64911

GPSLongitude                   : 10.40744

GPSPosition                    : 57.64911 10.40744
```

eller
```
GPS information:

GPSVersionID:2.0.0.0

GPSLatitudeRef:N

GPSLatitude:57 38 56.83

GPSLongitudeRef – E

GPSLongitude – 10 24 26.79
```

### HTML-sider
HTML-sider (websider) kan man også påføre GT. Dette gøres igen med metadata, der sættes ind i <head>-delen af siden. Der er tre udbredte formater. ICBM-standarden:
```
<meta name="ICBM" content="57.64911 10.40744">
```

GeoTag-standarden:
```
<meta name="geo.position" content="57.64911 10.40744">

<meta name="geo.placename" content="Raabjerg Mile">

<meta name="geo.region" content="dk">
```

(OBS: geo.region koden er efter ISO 3166-2-standarden).
Microformat standarden:
```
<span class='geo'>

<span class='latitude'>57.64911</span>
; 

<span class='longitude'>10.40744</span>

</span>
```

### Google Earth, Flickr, geobloggers, del.icio.us m.fl.
Programmet Google Earth, billedsitet Flickr, blogsitet geobloggers og det sociale bogmærke site del.icio.us anvender en anden "standard". Den er ikke officielt specificeret nogle steder, men vinder alligevel bredere og bredere anvendelse:
```
geotagged

geo:lat=57.64911

geo:lon=10.40744
```

Både Google Earth og Flickr tillader desuden følgende tilføjelse der angiver kameraets retning (head), vinkel (tilt) og afstanden fra positionen til motivet (range):
```
ge:head=225.00

ge:tilt=45.00

ge:range=560.00
```

Ovenstående er så et kamera der kigger i retningen 225° (syd-vest), er tiltet 45° og i en afstand af 560 meter fra motivet.
Både Panoramio (hvis fokusområde billeder af verden via netop via geotagging) og Flickr, er desuden i stand til at placere et billede, ud fra koordinater i selve jpeg-billedernes meta-data (se ovenfor).

## Programmer der anvender geotagging
- Picasa
- Google Earth Arkiveret 11. marts 2009 hos  Wayback Machine
- FlickrFly Arkiveret 22. august 2007 hos  Wayback Machine via Flickrs API [6]
- Microsoft World-Wide Media eXchange Arkiveret 9. august 2007 hos  Wayback Machine

## Websider der anvender geotagging
- Flickr (Flickr: Explore everyone's geotagged photos on a Map)
- Panoramio (Panoramio Photos of the World Arkiveret 19. januar 2014 hos  Wayback Machine)
- Danmark set fra Luften (Det kongelige Biblioteks Luftfotografi samling)